# Плеэдель
Плеэде́ль (фр. Pléhédel, брет. Plehedel) — коммуна во Франции, находится в регионе Бретань. Департамент — Кот-д’Армор. Входит в состав кантона Пемполь. Округ коммуны — Генган.
Код INSEE коммуны — 22178.

## География
Коммуна расположена приблизительно в 400 км к западу от Парижа, в 120 км северо-западнее Ренна, в 27 км к северо-западу от Сен-Бриё.

## Население
Население коммуны на 2016 год составляло 1 301 человек.
| 1962 | 1968 | 1975 | 1982 | 1990 | 1999 | 2008 | 2016 |
| ---- | ---- | ---- | ---- | ---- | ---- | ---- | ---- |
| 1288 | 1134 | 1185 | 1200 | 1085 | 1122 | 1309 | 1301 |

## Администрация
| Период | Период | Фамилия     | Партия       | Примечания  |
| ------ | ------ | ----------- | ------------ | ----------- |
| 1977   | 1989   | Ален Парлье |              | врач        |
| 1991   | 2014   | Ивон Ле Пю  |              | пенсионер   |
| 2014   | 2020   | Анн Дельтей | Разные левые | пенсионерка |

## Экономика
В 2007 году среди 702 человек в трудоспособном возрасте (15—64 лет) 495 были экономически активными, 207 — неактивными (показатель активности — 70,5 %, в 1999 году было 58,4 %). Из 495 активных работали 456 человек (247 мужчин и 209 женщин), безработных было 39 (18 мужчин и 21 женщина). Среди 207 неактивных 57 человек были учениками или студентами, 79 — пенсионерами, 71 были неактивными по другим причинам.

## Достопримечательности
- Церковь Св. Петра (1837 год)
- Часовня Сен-Мишель
  - Статуя Архангела Михаила (XVIII век). Высота — 132 см; дерево. Исторический памятник с 1991 года[3]
- Замок Рокоа (XVII—XIX века)
- Замок Коагелан (1840 год)
- Усадьба Буажелен (XV век)